# Grønlands udenrigsrelationer
Som en del af Kongeriget Danmark, bliver Grønlands udenrigspolitik varetaget i samarbejde med den danske regering og det Grønlandske Selvstyre.
I modsætning til det egentlige Danmark, er Grønland ikke længere en del af EU.

## Internationale stridigheder
- Qaanaaq (tidligere Thule) er et følsomt emne.
- En konflikt med Canada over Hans Øs suverænitet i Kennedykanalen, som ligger mellem den canadiske ø Ellesmere Island og Grønland.